# Miniphasma secunda
Miniphasma secunda är en insektsart som först beskrevs av Oliver Zompro 1999.  Miniphasma secunda ingår i släktet Miniphasma och familjen Diapheromeridae. Inga underarter finns listade i Catalogue of Life.